# Enrico Prampolini

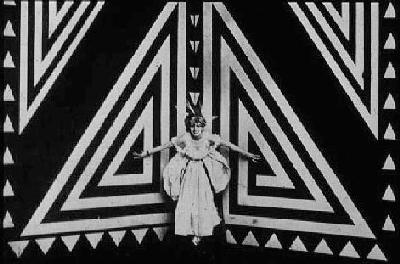
Scenografia autorstwa Prampoliniego

Enrico Prampolini (ur. 20 kwietnia 1894 w Modenie, zm. 17 czerwca 1956 w Rzymie) – włoski malarz, rzeźbiarz i scenograf.

## Życiorys
Studiował na Akademii Sztuk Pięknych w Rzymie (malarstwo). Uczelnię tę jednak szybko porzucił. Przebywał często w Atelier Ballas, a w 1912 przyłączył się do ruchu futurystycznego. W 1914 sześć jego dzieł demonstrowano w na wystawie w Galleria Sprovieri (Rzym). W 1916 nastąpiło jego spotkanie z Tristanem Tzarą, co zaowocowało przejściem do ruchu dadaistycznego. W 1917 założył czasopismo artystyczne "Noi", którego (w latach 1923–1925) był też wydawcą. 
W 1918 był współzałożycielem "Casa d'arte italiana", którego głównym zadaniem było upowszechanianie sztuki zagranicznej we Włoszech. W 1920 zaprezentował Włochy w Genewie, na Międzynarodowej Wystawie Sztuki Nowoczesnej. Wiele w tym okresie i potem podróżował – odwiedził m.in. Berlin, Pragę i Paryż. Nawiązywał artystyczne stosunki z niemieckim Bauhausem i grupą De Stijl w Holandii. 

## Dzieła
Autor kilku manifestów futurystycznych. Podpisał m.in. manifest "Sztuka mechaniczna" z 1922. Od 1915 tworzył scenografie i projektował kostiumy dla teatru i filmu. Opublikował m.in. dzieło "Scenotecnica" (Mediolan, 1940) i "Arte polimaterica" (Rzym, 1944).